# 60S
60S je velika ribozomna podjedinica kod eukariota. Ona odgovara proteinu 50S kod prokariota.
60S se sastoji od sledećih komponenti:
Sledeći proteini su sadržani unutar 60S ribozoma:
| Gen    | Protein                       |
| ------ | ----------------------------- |
| RPL4   | ribozomni protein L4          |
| RPL7A  | ribozomni protein L7a         |
| RPL14  | ribozomni protein L14         |
| RPL18  | ribozomni protein L18         |
| RPL18A | ribozomni protein L18a        |
| RPL19  | ribozomni protein L19         |
| RPL21  | ribozomni protein L21         |
| RPL27  | ribozomni protein L27         |
| RPL28  | ribozomni protein L28         |
| RPL29  | ribozomni protein L29         |
| RPL35  | ribozomni protein L35         |
| RPL37  | ribosomni protein L37         |
| RPLP2  | ribozomni protein, veliki, P2 |